# Lacuna Coil
Lacuna Coil so gothic metal skupina iz Milana, Italija. Od leta 1994 so obstajali pod imenom Sleep of Right in nato Etherial, vendar so se po podpisu pogodbe z založbo Century Media Records preimenovali v Lacuna Coil. Od leta 1997 so izdali osem studijskih albumov. Iz gothic metala so sčasoma prešli na blažji alternative rock. Mnogi kritiki so negativno označili spremembe glasbenega sloga, češ da se je skupina po uspehu podvrgla pop tonom. Večjo prepoznavnost so dosegli ob izidu albuma Dark Adrenaline, ki se je uvrstil na lestvico Billboard 200.

## Zasedba
Trenutna zasedba
- Marco Coti Zelati - bas kitara, klaviature, kitara (2015-2016)
- Cristina Scabbia - pevka
- Andrea Ferro - pevec
- Ryan Folden - bobni, tolkala (2015-danes)
- Diego Cavallotti - kitara (2016-danes)

Nekdanji člani
- Leonardo Forti - bobni (1997-1998)
- Raffaele Zagaria - kitara (1997-1998)
- Claudio Leo - kitara (1997-1998)
- Cristiano Mozzati - bobni, tolkala (1997-1998)
- Leonardo Forti - bobni (1998-2014)
- Marco Biazzi - kitara (1998-2016), ritmična kitara (2014-2016)
- Cristiano Migliore - ritmična kitara (1998-2014)

## Diskografija
- In a Reverie (1999)
- Unleashed Memories (2001)
- Comalies (2002)
- Karmacode (2006)
- Shallow Life (2009)
- Dark Adrenaline (2012)
- Broken Crown Halo (2014)
- Delirium (2016)
- Black Anima (2019)
- Sleepless Empire (2025)